# Янкісяк
Янкіся́к (рос. Янкисяк, башк. Йәнкиҫәк) — присілок у складі Аскінського району Башкортостану, Росія. Входить до складу Мутабашівської сільської ради.
Населення — 47 осіб (2010; 58 у 2002).
Національний склад:
- башкири — 100 %